# یواس‌اس کیلدر (ای‌ام‌سی-۲۱)
یواس‌اس کیلدر (ای‌ام‌سی-۲۱) (به انگلیسی: USS Killdeer (AMc-21)) یک کشتی بود که طول آن ۱۰۵ فوت ۷ اینچ (۳۲٫۱۸ متر) بود. این کشتی در سال ۱۹۳۰ ساخته شد.